# Візе (місто)
Візе або Везет — місто у Бельгії, муніципалітет у валлонській землі Льєж, що розташоване на берегу річки Маас. До складу муніципалітету входять колишні муніципалітети Візе, Ланае (Тернаайен), Ліше (Лієзе), Рішель, Аргенто і Шерат.
На північному сході (на східному берегу річки Маас) територія муніципалітету простягається аж до села Молінген у лімбурзькому муніципалітеті Воєрен, тоді як на північному заході (на західному берегу річки Маас) він поширюється до кордону між Бельгією та Нідерландами (на протилежному боці розташований голландський муніципалітет Маастрихт).
Місто Візе розташоване на відстані приблизно 20 км на північний схід від бельгійського міста Льєж і приблизно в 15 км на південь від найпівденнішого голландського міста Маастрихт.
Крім річки Маас через це місто проходить ще один водний шлях — канал Альберта.